# Boubacar Diarra (calciatore 1979)
Boubacar Diarra (Bamako, 15 luglio 1979) è un ex calciatore maliano, di ruolo difensore.

## Carriera

### Club
Cresce nelle giovanili del Real Bamako, squadra della sua città natale.
In seguito gioca per dieci anni nei tedeschi del Friburgo prima di passare al Kaiserslautern. Nel 2008 passa agli elvetici del Lucerna.
L'11 marzo 2010 il maliano viene acquistato dal Liaoning. Il 27 marzo 2010 esordisce con la maglia del Liaoning nel match di campionato contro il Changchun Yatai ricevendo un cartellino giallo.

### Nazionale
L'attaccante vanta 22 presenze con la maglia del Mali, con cui nel 2002 ha partecipato alla Coppa d'Africa.

## Palmarès

### Club

#### Competizioni nazionali
- Campionato maliano: 2

Djoliba: 1996, 1997
- Coppa del Mali: 1

Djoliba: 1996
- Supercoppa del Mali: 1

Djoliba: 1997
- 2. Bundesliga: 1

Friburgo: 2002-2003